# Wolbrand Vogt
Wolbrand Vogt (* 2. Februar 1698 in Beverstedt; † 11. April 1774 in Bremen) war ein deutscher Theologe und Bremer Dompastor.

## Biografie
Wolbrand Vogt war der Sohn des Pastors Johann Vogt (1665–1737) in Beverstedt und dessen Ehefrau Anna Margaretha Marschalck. Er wurde von seinem Vater und einem Hauslehrer unterrichtet. Seit 1712 besuchte er die Domschule und das Athenaeum Bremen. Seit 1716 studierte er Theologie an der Universität Wittenberg. Er war dann beschäftigt als Hofmeister und Hauslehrer für die Kinder von Karl Gustav von Scharnhorst (1670–1737) in Stade und Halle (Saale). 1725 wurde er Prediger in Bremervörde und 1737 in Beverstedt, gleichzeitig Probst des Ev.-luth. Kirchenkreises Beverstedt. 1746 wurde er zum Domprediger an den Bremer Dom berufen. Er veröffentlichte eine Reihe theologischer Schriften, hauptsächlich aber Nachrufe. 
Er war seit 1726 verheiratet mit Anna Catharina Crusen (1706–1768), einer Tochter des Bremer Superintendenten Christoph Bernhard Crusen. Von den sechs Kindern des Ehepaares hinterließen vier Nachkommen. Der älteste Sohn Johann Christoph Vogt (1727–1798) folgte seinem Vater als Domprediger. Der Domprediger Johann Vogt (1695–1764) war sein älterer Bruder und der Kaufmann Caspar Voght (1752–1839) in Hamburg ein Neffe.
Vogt und seine Frau wurden im Bremer Dom bestattet.